# Saint-Jean-de-Laur
Saint Jean de Laur is een klein plaatsje op de Causse de Limogne, een kalkhoogvlakte in de zuidelijke Quercy, bezuiden de rivier de Lot. Het ligt aan de oostgrens van het Parc naturel régional des Causses du Quercy. 
Saint Jean de Laur ligt midden tussen Cajarc en Limogne-en-Quercy, op de top van een heuvel op 395 m hoogte.

## Geschiedenis
Saint Jean de Laur is al sinds mensenheugenis bewoond gebied, getuige de diverse dolmens (hunebedden) en tumulus (grafheuvels) op het grondgebied. Saint Jean dankt haar naam aan Johannes de Doper, een relikwie van Johannes wordt al sinds zeer lang in de kerk van het dorp bewaard.
De historie van Saint Jean de Laur is sterk verbonden met de historie van de Quercy. Na het sluiten van de fosfaatmijnen aan het einde van de 19e eeuw en na het verdwijnen van de wijnbouw in hetzelfde tijdperk is het eigenlijk alleen maar achteruitgegaan. De activiteiten in het dorp zijn nu overwegend agrarisch van karakter, er valt weinig te beleven, er is geen enkele middenstand in het dorp overgebleven. De actie in het dorp is beperkt tot het avondlijke petanque op het plein voor de Mairie.

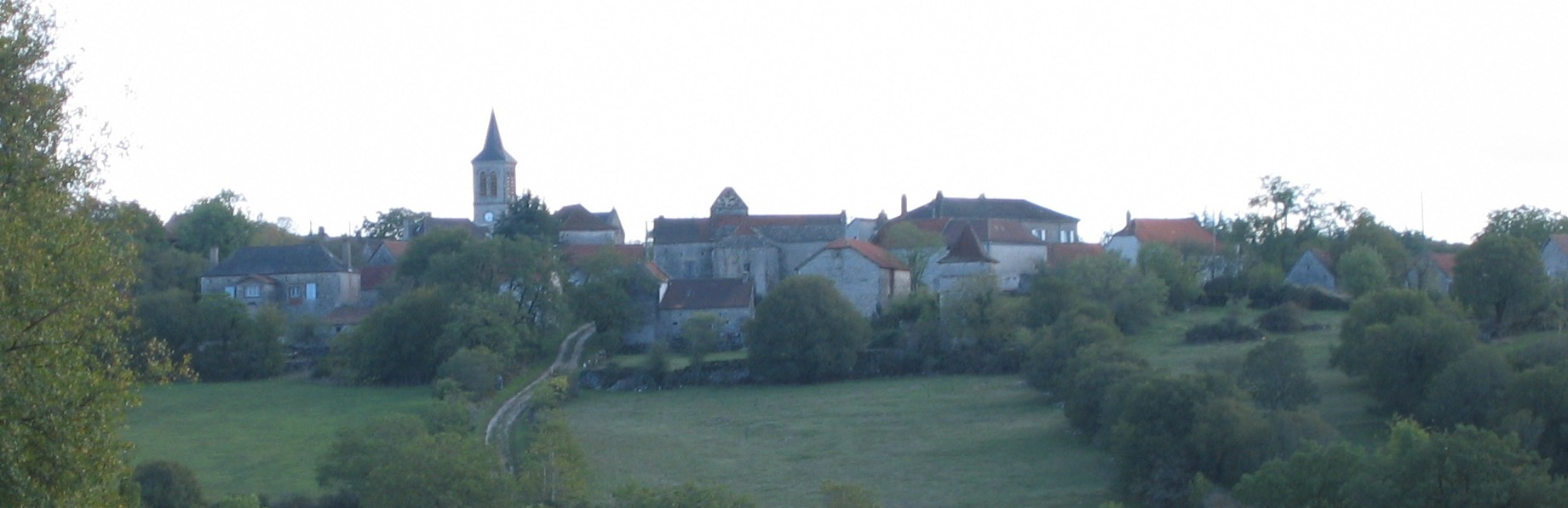
St-Jean-de-Laur, vanuit het noorden

Ook de bewoning van het dorp is beperkt, een groot deel van de huizen is slechts in de vakantieperiodes bewoond. Het zijn tweede huizen van met name Fransen, maar ook van een aantal buitenlanders (Engels, Nederlands).
Hoogtepunt van het jaar in Saint Jean de Laur is het feest in het weekend na 14 juli. Met name het vuurwerk is vermaard en vanuit de wijde omgeving komt de bevolking zich vergapen.

En natuurlijk is er ook nog Méchoui, wanneer het hele dorp half augustus zich met z'n allen tegoed doet aan de producten van de eigen boerderijen.
Wandelaars passeren Sain Jean de Laur regelmatig, het wandelpad naar Santiago de Compostella loopt onder het dorp langs, wandelaars lessen onder aan de heuvel aan de voet van het dorp hun dorst bij de daar aanwezige bron, om vervolgens door te gaan naar Limogne.
Eigenlijk is dat het mooiste wat je in Saint Jean de Laur kunt doen: wandelen langs de half vervallen muurtjes van gestapelde natuursteen, langs de cazelles (of gariottes), langs molens zonder wieken, langs de dolmens en naar de gouffre de Lantouy / gouffre de l'Oule.
De dorpelingen zelf hebben zich verenigd in "les chemins retrouvées". Dat is een plaatselijk initiatief om de dichtgegroeide schapenherderspaden weer open te maken en het wandelen weer mogelijk te maken. Er zijn al een aantal paden gerestaureerd.

## Demografie
Onderstaande figuur toont het verloop van het inwonertal (bron: INSEE-tellingen).